# Noam Okun
Noam Okun, né le 16 avril 1978 à Haïfa, est un joueur de tennis professionnel israélien.

## Carrière
Il a évolué principalement sur le circuit Challenger, remportant 5 titres en simple (Jérusalem, Andorre et Tyler en 2001, Binghamton en 2004 et Winnetka en 2007) et 9 en double.
Il atteint les quarts de finale du tournoi de Scottsdale en 2002 et d'Indianapolis en 2004. Le meilleur joueur qu'il ait battu est Martin Verkerk, 13e à Cincinnati en 2003.
Joueur de Coupe Davis au sein de l'équipe d'Israël entre 1999 et 2008, il a notamment participé aux barrages du groupe mondial lors des deux dernières années. En 2013, alors qu'il est retraité depuis plus de deux ans, il est rappelé pour jouer un match sans enjeu lors du premier tour face à la France.

## Parcours dans les tournois duGrand Chelem

### En simple
| Année | Open d'Australie | Open d'Australie | Internationaux de France | Internationaux de France | Wimbledon       | Wimbledon   | US Open         | US Open   |
| ----- | ---------------- | ---------------- | ------------------------ | ------------------------ | --------------- | ----------- | --------------- | --------- |
| 2000  | 1er tour (1/64)  | M. Philippoussis | —                        | —                        | —               | —           | —               | —         |
| 2002  | 1er tour (1/64)  | J. I. Chela      | —                        | —                        | 1er tour (1/64) | J. Morrison | 2e tour (1/32)  | L. Hewitt |
| 2005  | —                | —                | —                        | —                        | 1er tour (1/64) | G. Monfils  | 1er tour (1/64) | M. Puerta |
| 2006  | —                | —                | —                        | —                        | —               | —           | 2e tour (1/32)  | L. Kubot  |

N.B. : à droite du résultat se trouve le nom de l'ultime adversaire.

## Parcours dans lesMasters 1000
| Année | Indian Wells | Miami | Monte-Carlo | Rome | Hambourg | Canada           | Cincinnati          | Madrid | Paris |
| ----- | ------------ | ----- | ----------- | ---- | -------- | ---------------- | ------------------- | ------ | ----- |
| 2002  | —            | —     | —           | —    | —        | —                | 1er tour W. Arthurs | —      | —     |
| 2003  | —            | —     | —           | —    | —        | —                | 2e tour R. Ginepri  | —      | —     |
| 2005  | —            | —     | —           | —    | —        | 1er tour K. Beck | —                   | —      | —     |

N.B. : sous le résultat se trouve le nom de l’ultime adversaire.

## Classement ATP en fin d'année
| Année | 1997 | 1998 | 1999 | 2000 | 2001 | 2002 | 2003 | 2004 | 2005 | 2006 | 2007 | 2008 | 2009 | 2010 |
| Rang  | 356  | 254  | 186  | 528  | 114  | 129  | 168  | 139  | 195  | 179  | 241  | 455  | 258  | 353  |